# Parrotia persica
Parrotia persica (Perzisch ijzerhout) is een boom die behoort tot de familie Hamamelidaceae. De boom kan 5-7 m hoog worden.
- Bladeren: hartvormig, glanzend, in het voorjaar roodgerand uitlopend. Vanaf eind augustus geel tot scharlakenrood verkleurend.
- Bladkleur: donkergroen
- Niet wintergroen
- Bloeiperiode: februari tot maart
- Bloemen: kleine gefranjerde bolvormige bloemen die slechts kort te zien zijn
- Bloemkleur: rood, oranjerood
- Vruchten: houtige doosvrucht die met twee kleppen openspringt